# 반날개하목
반날개하목(Staphyliniformia)은 딱정벌레목의 풍뎅이아목에 속하는 하목이다. 전 세계 지역에 6만여 종 이상이 서식하는 것으로 보고되고 있다. 대부분의 종들이 습한 서식지, 예를 들자면 썩은 식물의 더미, 다양한 종류의 균류, 분뇨, 동물의 사체 등에서 발견되며, 담수에서 많이 산다.

## 계통분류학 및 진화
반날개하목은 풍뎅이아목에 속해 있으며, 3개의 상과로 구성되어 있다.
- 풍뎅이붙이상과 (Histeroidea) - 털꼬마풍뎅이붙이, 아무르납작풍뎅이붙이 등 포함.
- 물땡땡이상과 (Hydrophiloidea) - 알물땡땡이, 애물땡땡이 등 포함.
- 반날개상과 (Staphylinoidea) - 곳체개미반날개 등 포함.

일부의 최근 연구는 풍뎅이상과(풍뎅이하목)를 포함시키기도 한다.

## 같이 보기
- 딱정벌레목의 과 목록